# Auvillar
Auvillar là một xã trong vùng Occitanie, thuộc tỉnh Tarn-et-Garonne, quận Castelsarrasin, tổng Auvillar. Tọa độ địa lý của xã là 44° 4' vĩ độ bắc, 00° 53' kinh độ đông. Auvillar nằm trên độ cao trung bình là 148 mét trên mực nước biển, có điểm thấp nhất là 52 mét và điểm cao nhất là 166 mét. Xã có diện tích 15,6 km², dân số vào thời điểm 1999 là 876 người; mật độ dân số là 56 người/km².

## Thông tin nhân khẩu
| 1962 | 1968 | 1975 | 1982 | 1990 | 1999 |
| ---- | ---- | ---- | ---- | ---- | ---- |
| 806  | 837  | 873  | 807  | 921  | 876  |

## Địa điểm tham quan
- Nhà thờ St. Pierre